# 帕维尔·巴若夫
帕维尔·彼得罗维奇·巴若夫（俄語：Павел Петрович Бажов；1879年—1950年）是前苏联儿童文学作家。

## 生平
1879年生于乌拉尔山脉瑟謝爾季。1918年加入俄共（布）。曾参加红军，后在斯维尔德洛夫斯克《农民报》编辑部工作。
1924年出版《乌拉尔史话》，1936年开始根据乌拉尔民间传说创作童话，知名作品包括《宝石花》（1938年），《孔雀石箱》（1939年）等。

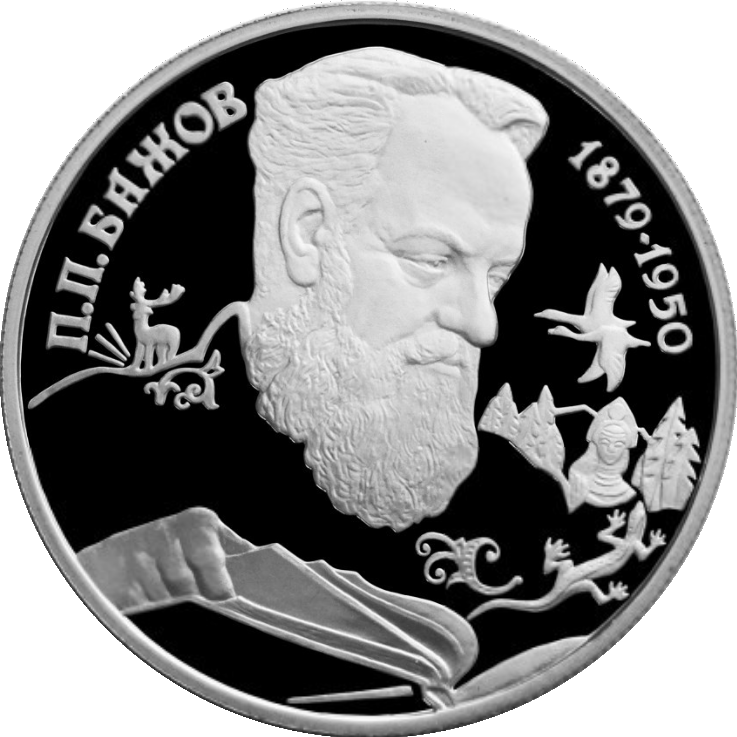
纪念币